# Oktawa (religia)
Oktawa (łac. octavus – ósmy) – przedział czasu w liturgii obejmujący ważną uroczystość i siedem dni po niej następujących.

## Historia
Najwcześniej w III w. powstała oktawa Zmartwychwstania Pańskiego, w czasie której odbywały się nabożeństwa i katechezy dla nowo ochrzczonych dorosłych. Po przyjęciu chrztu w Noc Paschalną konieczne było wtajemniczenie (tzw. mistagogia) w pełniejsze rozumienie tajemnicy zbawienia (co działo się w oktawie). Dni Oktawy Paschalnej są tak ważne w liturgii, że nie ustępują nawet przed uroczystościami. W istocie rzeczy bowiem to sama uroczystość wielkanocna trwa aż osiem dni. Można się tu dopatrywać podobieństwa do kilkudniowego obchodu Paschy żydowskiej: trwającej w Izraelu siedem dni (tyle też trwa obchód wielkanocny w niektórych tradycjach wschodnich, np. w tradycji bizantyjskiej), a w diasporze osiem. Liturgia wszystkich dni oktawy powinna być sprawowana szczególnie uroczyście. Początkowo chrztu udzielano tylko w Noc Paschalną, ale z czasem wielka liczba nawracających się doprowadziła do tego, że dniem chrztu stała się również noc przed Zesłaniem Ducha Świętego. Stąd musiała pojawić się kolejna oktawa jako czas mistagogii nowo ochrzczonych. Oktawa Zesłania Ducha Świętego została zniesiona (w posoborowym kalendarzu) dopiero w 1970 roku, w ramach odnowy liturgii po Soborze Watykańskim II. W kalendarzu 1962 r. obowiązuje nadal. W VII wieku ukształtowała się oktawa Bożego Narodzenia, później Bożego Ciała i Najświętszego Serca Pana Jezusa. Dziś oktawa pozwala doświadczyć innej rachuby czasu. Przez powtarzające się nabożeństwa, oficja liturgii godzin, powtarzane teksty, rozważanie jednej tajemnicy, jeden dzień trwa przez kolejnych siedem. Dzień ósmy jest także symbolem końca świata i wieczności.

## Oktawy współcześnie
W obrządku rzymskim odnowionym na polecenie Soboru Watykańskiego II zachowały się tylko dwie formalne oktawy. "Obchód największych uroczystości Zmartwychwstania i Narodzenia Pańskiego trwa przez osiem dni. Obydwie oktawy rządzą się własnymi prawami". W pobożności ludowej pozostały także pewne zwyczaje związane z nieistniejącą już w liturgii oktawą Bożego Ciała, np. urządzanie w tych dniach procesji teoforycznych.
W tradycji starokatolickiej najwięcej oktaw praktykuje Reformowany Kościół Katolicki w Polsce. Należą do nich: Oktawa Narodzenia Pańskiego, Oktawa Epifanii, Oktawa Paschalna oraz Oktawa Zesłania Ducha Świętego.
Wschodnie tradycje chrześcijańskie także znają obchodzenie największych świąt przez kilka dni.